# Bierbaum an der Safen
Bierbaum an der Safen (bis 1951 nur Bierbaum) ist eine Ortschaft bzw. als Bierbaum eine Katastralgemeinde der Gemeinde Bad Blumau im Bezirk Hartberg-Fürstenfeld (Steiermark) in Österreich. Die Ortschaft Bierbaum an der Safen hat 221 Einwohner (Stand 1. Jänner 2024).

## Geografie
Die Gemeinde wird von der Safen durchflossen, die danach in die Lafnitz mündet.

## Geschichte
Die erste urkundliche Erwähnung, als „Pirpoum“, ist mit 1265 datiert. Für 1597 ist für Bierbaum ein Weistum (ländliche Rechtsquelle) belegt. Im Jahre 1707 fielen die Kuruzen, rebellische Gegner der habsburgischen Herrschaftsansprüche, auch in Bierbaum ein; weite Teile der Oststeiermark wurden unter den Anführern verwüstet.
Vor 1740 wurde die Lafnitz, die die Grenze zwischen der Steiermark und Ungarn bildete, von Graf Batthyány im Bereich der Rohrbrunner Burg in das Flussbett des Lobenbaches geleitet. Dadurch lagen zahlreiche Grundstücke der Bierbaumer Bauern, die sich Graf Batthyány aneignen wollte, auf der ungarischen Seite der Lafnitz. Zwischen 1741 und 1745 nahm Graf Batthyány den Bauern damit rund 200 Joch Grundstücke ab. Als Folge entwickelten sich zwischen den Bauern und Graf Batthyány langjährige Prozesse, die Raub und Mord zur Folge hatten. Auf Anordnung von Kaiserin Maria Theresia wurde ein Schiedsgericht eingesetzt, das am 27. April 1748 in Wien tagte und die Gründe jenseits der Lafnitz Ungarn zusprach. 1754 wurden in Bierbaum 26 Keuschler und 13 Inwohnerhäuser gezählt. Für die in den Rohrbrunner und (Deutsch) Kaltenbrunner Bergen liegenden Weingärten mussten die Bauern Steuerabgaben an die Herrschaft Batthyány leisten.
Laut einer schriftlichen Überlieferung mussten die Gemeindebewohner 1799 erstmals Gemeindeabgaben leisten. Ab 1848 konnten die Bauern frei über Grund und Boden verfügen. 1868 errichtete die Gemeinde eine Mühle, welche die größte des gesamten Safentales war. 1880 errichtete die Gemeinde Bierbaum die Dorfkapelle.
Durch die Eröffnung der heutigen Thermenbahn von Fürstenfeld nach Hartberg am 18. Oktober 1891 war Bierbaum an das Eisenbahnnetz angeschlossen und hatte eine Verbindung nach Graz. Bierbaum war überdies Abzweigbahnhof der Lokalbahn nach Neudau. Mit der Eröffnung der Wechselbahn von Hartberg nach Friedberg am 15. Oktober 1905 sowie von Friedberg nach Aspang am 12. Oktober 1910 hatte Bierbaum auch eine Bahnverbindung nach Wien.
1893 erfolgte die Gründung der Freiwilligen Feuerwehr.
Obwohl es in Bierbaum im Verlauf der beiden Weltkriege zu keinen Kampfhandlungen kam, forderten diese auch ihre Opfer in der Bevölkerung. Die Chronik berichtet für den Ersten Weltkrieg von sieben gefallenen Männern sowie für den Zweiten Weltkrieg von sieben Gefallenen und acht Vermissten.
1968 wurden die vordem eigenständigen Gemeinden Bierbaum an der Lafnitz, Blumau, Kleinsteinbach (mit den Ortsteilen Speilbrunn, Obergfangen und Untergfangen) und Lindegg (mit den Ortsteilen Jobst und Loimeth) zur Großgemeinde Blumau in Steiermark fusioniert.

## Kultur und Sehenswürdigkeiten

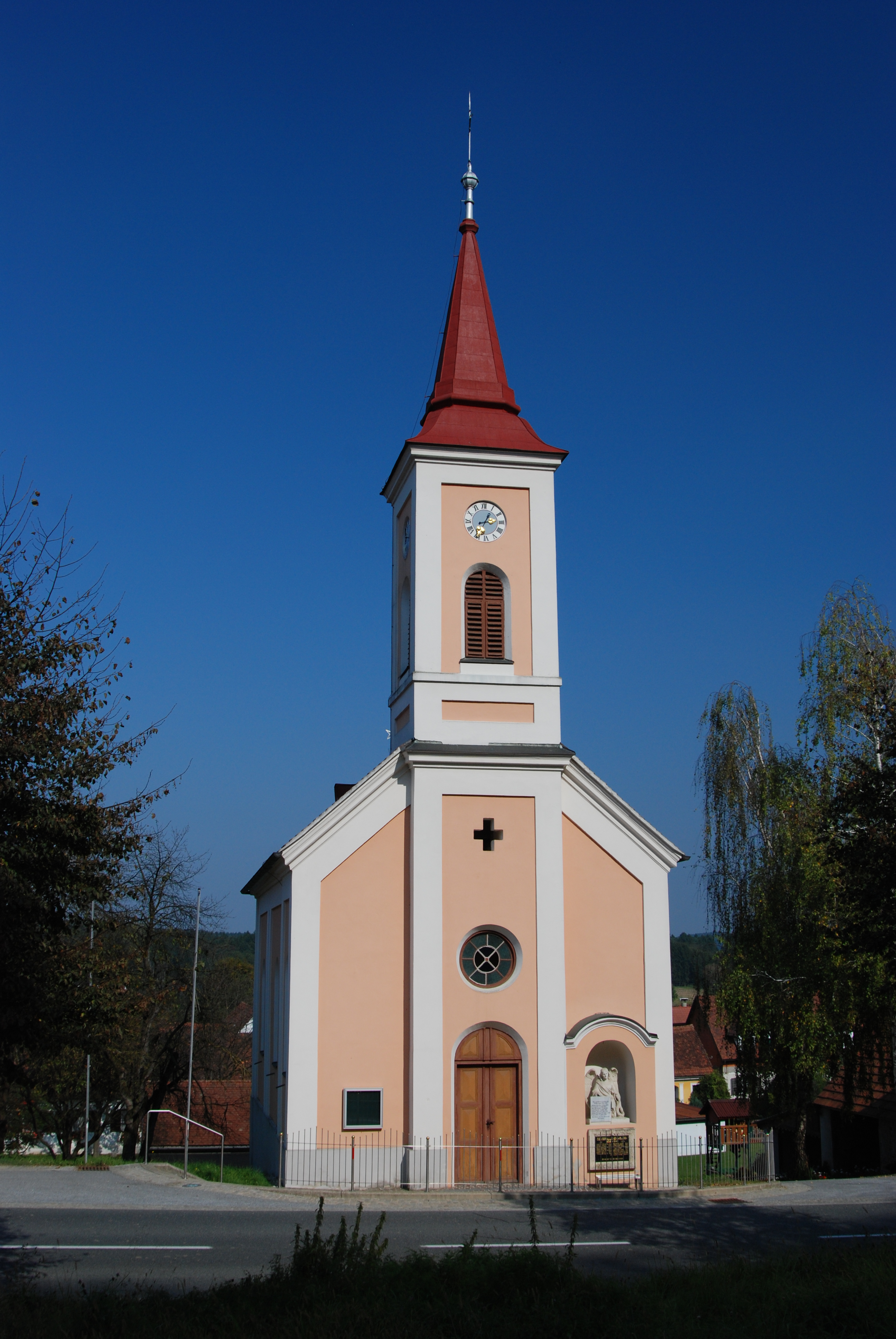
Meßkapelle Bierbaum

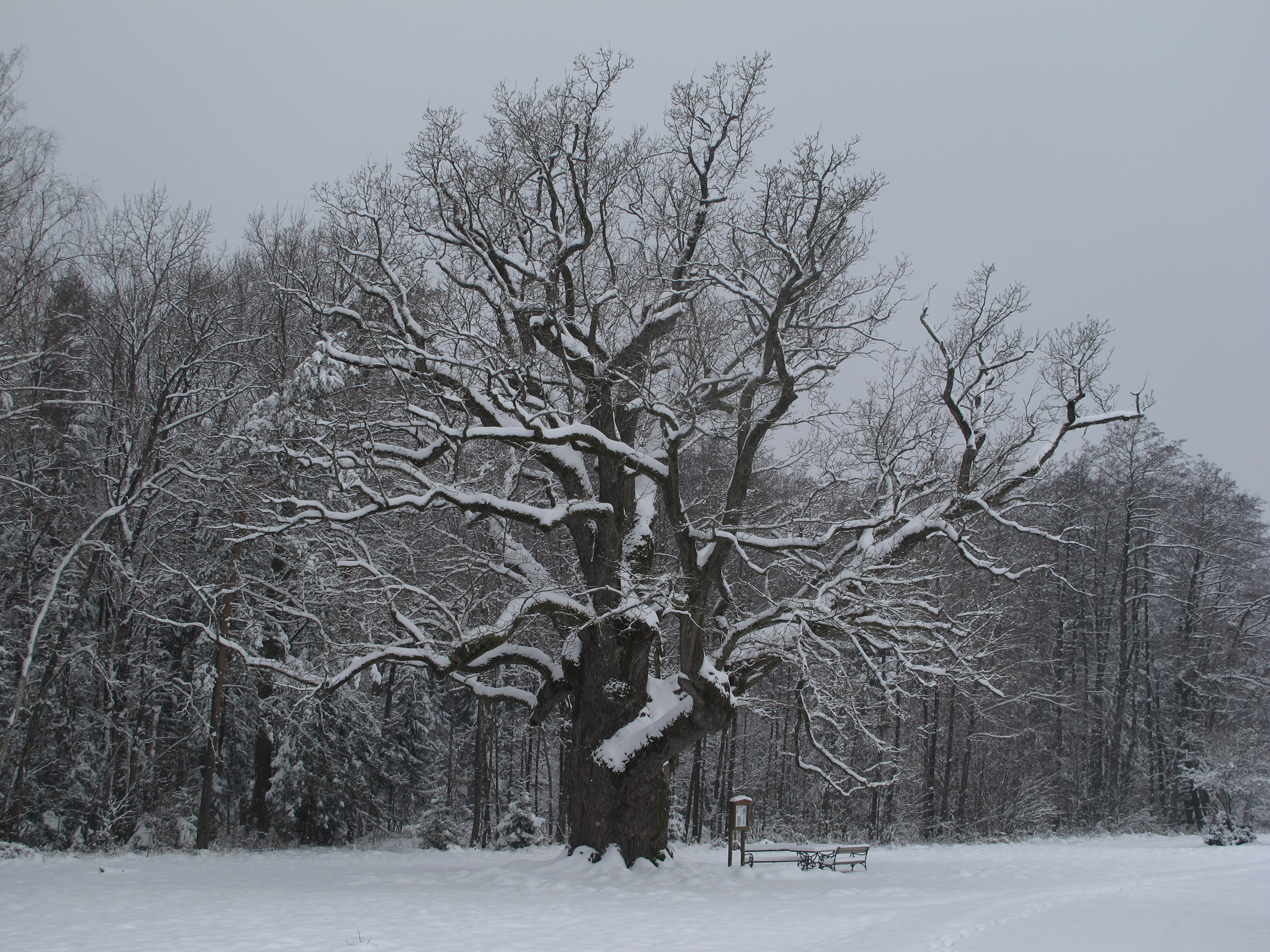
1000-jährige Eiche Bad Blumau

Bierbaum war ursprünglich als Wehrdorf mit typischen Enggassen sowie vor- beziehungsweise zurückspringenden Häuserfronten angelegt. Teile der früheren Dorfanlage sind auch gegenwärtig noch ersichtlich. Ebenso sind noch einige für die Gegend typische, gut erhaltene Vierseithöfe in ihrer alten, ursprünglichen Bauweise zu sehen.
- Meßkapelle Bierbaum Mariahilf: Die Meßkapelle in der Dorfmitte wurde im Jahr 1880 erbaut. Der schlichte Bau mit einem Westturm hat einen Saalraum mit einer Rundapsis. Die Fassaden zeigen eine Lisenengliederung, seitlich gibt es je drei Rundfenster.[5]
- 1000-jährige Eiche Bad Blumau: Auf dem Weinbergweg zwischen Bierbaum an der Safen und Loimeth steht die Eiche auf einem Grundstück der Familie Schmitt. Die Gemeinde Bad Blumau beabsichtigte 2018 einen 3000–4000 m² großen Parkplatz für Besucher auch mit Bussen anzulegen. 2022 erklärte Bürgermeisterin Andrea Kohl, einen rechtskräftigen Flächenwidmungsplan abzuwarten, und plant einen Parkplatz eher unter 1000 m² Fläche südlich des Baums. Heidi Horten finanzierte zuletzt den Baumchirurgen, aktuell wird wieder eine Patin gesucht.[6]

## Wirtschaft und Infrastruktur
Im Ort ist die landwirtschaftlich-bäuerliche Struktur vorherrschend.